# Johann Rosenmüller
Johann Rosenmüller est un compositeur saxon, né à Oelsnitz le 24 août 1617 et mort à Wolfenbüttel le 12 septembre 1684.

## Biographie
Il fait probablement ses études musicales auprès du compositeur allemand Tobias Michael (1592-1657), qu'il rencontre à Leipzig en 1640.
Il enseigne ensuite durant une dizaine d'années à l'école Saint-Thomas de cette ville, avant d'être nommé organiste à l'église Saint-Nicolas. En 1653, le conseil municipal de Leipzig lui promet la succession au poste de cantor de Saint-Thomas, mais sa carrière s'achève brutalement au printemps 1655 lorsqu'il se voit arrêté et incarcéré ainsi que plusieurs petits chanteurs avec lesquels il était soupçonné d'avoir eu des relations sexuelles.
Il réussit à s'échapper de prison et à gagner Hambourg, avant de s'établir comme musicien et compositeur à Venise en 1658. De 1678 à 1682, il est compositeur à l'Hospice de la Pietà, le célèbre orphelinat et établissement d'enseignement pour jeunes filles, où Antonio Vivaldi sera maître de chapelle (maître du chœur) et maître de concert (premier violon et directeur musical de l'orchestre) durant la première moitié du XVIIIe siècle.
En 1674, Rosenmüller revint dans le Saint-Empire en tant que maître de chapelle de la cour du prince de Brunswick-Wolfenbüttel. Il retourne dans la péninsule italienne en 1682 à l'occasion d'un voyage à Venise du duc Anton Ulrich von Wolfenbüttel.

## Œuvre
On doit à Rosenmüller plusieurs centaines d'œuvres, vocales ou instrumentales, très influencées par la musique italienne, notamment par celle de Giovanni Legrenzi (1626 - 1690). Ses œuvres vocales sont en grande partie d'inspiration sacrée, et montrent l'influence de Heinrich Schütz. Les inventaires des collections de manuscrits de l'époque témoignent de la popularité dont il jouissait de son vivant.
Outre de nombreuses œuvres vocales religieuses, Rosenmüller composa des suites instrumentales et des sonates, contribuant de manière significative au développement et à l'évolution de ces deux formes.
- Kernsprüche mehrenteils aus Heiliger Schrift (Sentences tirées des Saintes Écritures) (1648-52)
- Andere Kernsprüche (1652) (Autres Sentences)
- Studentenmusik (1654) (Musique pour étudiants) – Suites de danses instrumentales pour plusieurs instruments
- Vespro della beata Vergine (Vêpres à la Vierge) (1670-80)
- De nombreuses compositions religieuses durant le séjour italien, dont Benedicam Dominus, O dives omnium bonarum, Vox dilecti mei, O anima mea suspira ardenter, O Salvator dilectissime, Christus ducem qui per crucem, In te Domine speravi, Jubilate Deo, Misericordias Domini, Coeletes Spiritus, Nisi Dominus, Salve mi Jesu, Beatus vir, Magnificat, De profondis, Confitebor, Gloria
- Sonate e Sinfonie (Sonates et pièces pour ensemble instrumental) (Venise, 1670)
- Sonate a 2, 3, 4 e 5 stromenti d'arco ed altri (Sonates pour 2, 3, 4 et 5 instruments à archet et autres) (1682) – dédiées au Comte Ulrich von Braunschweig, selon toute vraisemblance composées à Venise, bien que publiées à Nuremberg
- Weihnachtshistorie (Histoire de la Nativité)
- Lamentationes Jeremiæ (Lamentations de Jérémie)

C'est durant les années 1980 que fut redécouverte la grande qualité de ses compositions.